# Bakhchisaraitsevite
La bakhchisaraitsevite è un minerale.

## Etimologia
Il nome è in onore del geologo russo Aleksandr Yurevich Bakhchisaraitsev (1947-1998), noto per i numerosi lavori sui minerali della penisola di Kola.